# А-222 Берег
А-222 Берег (рус. Берег; "Обала") је руски самоходни топ обалске артиљерије 130мм, који је развијен 1980-их (у службу ушао 1988.) и први пут је приказан јавности 1993. на сајму наоружања у Абу Дабију. 

## Опис
Артиљеријски систем Берег се састоји од једног командно-управљачког возила (КУВ), возила борбене подршке (ВБП) и до шест артиљеријских оруђа. Сви су монтирани на камионе са точковима 8×8. Модификовани топ у варијанти АК-130 постављен је на возило МАЗ-543 8×8 на точковима и дизајниран је за гађање површинских бродова и брзих чамаца, као и копнених циљева. Способан је да погоди мете у року од 1-2 минута и може испалити до 12 граната у минути.

## Корисници
Од 2003. године једини оператер система  је 40. одвојена гардијска бригада морнаричке пешадије у бази руске морнарице у Новоросијску, део је Црноморске флоте. 

## Карактеристике
- Даљина детекције циљева 	 35+ км
- Ефективни домет дејства	 22 км
- Брзина паљбе	 До 12 граната/мин
- Време за уништавање метена воденој површини са 80% шансе	1–2 минута
- Максимална брзина циља	190 км/ч
- Време потребно за заузимање ватреног положаја 	 5–20 минута
- Брзина на путу	60 км/ч
- Досег возила	850 км